# Sacred Seven
Sacred Seven (яп. セイクリッドセブン Священная Семерка) — японский аниме-сериал, созданный студией Sunrise под руководством Ёсимицу Охаси. Главный сценарист Син Ёсида и дизайн Меха-роботов — Иппэй Гёбу.. Сериал начал транслироваться по японскому телеканалу MBS с 3 июля по 18 сентября 2011 года. Всего было выпущено 12 серий. Трансляция повторялась также на телеканалах: TV Kanagawa, TV Aichi, Tokyo MX и Teletama. На основе сюжета аниме 1 июля 2012 года был выпущен полнометражный мультфильм, длительностью в 60 минут.
Всем горничным, которые по сюжету аниме работают в доме у семьи Айба присвоили имена Сэйю.

## Сюжет
По сюжету сериала в мире существуют необычные камни, которые могут даровать человеку сверх-человеческие способности и сделать его воином света, если организм владельца и структура камня максимально схожи. Такой силой изначально обладал Арума Тандодзи и в результате пробуждения, искалечил многих людей и был вынужден отправиться на испытательный срок. Но даже там его боятся и избегают, кроме одноклассницы Ваканы Ито, которая уговаривает его вступить в клуб самоцветов.
Однажды к Аруме прибывает необычная рыжеволосая девочка с дворецким. Она оказалась главой корпорации Айба, которая борется с каменными демонами — Аси. Против них не действует простое оружие и поэтому корпорация собирает воинов света. Позже Рури отдаёт Аруме собственный камень, тот сумел обуздать свой гнев и получил способность полностью контролировать силу. Отныне Арума — избранный священной семёрки, будет работать на корпорацию и сражаться с дворецким, армией горничных, демоном-перебежчиком и другими против злых сил.

## Список персонажей
Арума Тандодзи (яп. 丹童子 ア)
Сэйю: Такума Тэрасима
Главный герой истории. Он родился с силой святой семёрки, переданной от его матери, но не мог контролировать силу и обуздать гнев, тем самым покалечил множество людей. Может полностью контролировать свои силы, если Рури даёт ему особый камень жизни. Заявил, что является самым сильнейшем из священной семёрки и даже по силе превосходит Кидзиму. Раньше у Арумы был другой кристалл, переданный матерью, он должен был контролировать силу Арумы, но кристалл отнял и бросил в реку хулиган, в результате чего Арума потерял контроль над силой и гневом и напал на людей. После этого, он долго искал кристалл, в результате у Арумы выработалась привычка искать разные породы камней. В 11 серии выясняется, что инцидент в прошлом вызвал Кэмми, чтобы проверить силы Арумы.
Рури Айба (яп. 藍羽ルリ)
Сэйю: Мэгуми Накадзима
Главная героиня, одна из семи священных воинов. Родом из дворянской семьи миллиардеров, которые были убиты каменным монстром. Она создала корпорацию по борьбе с монстрами. Позже стала председателем школы Арумы и отреставрировала её. У Рури есть сестра-близнец по имени Аой, которая выжила после нападения монстров, но кристаллизовалась. За ней стоит большая армия горничных. Позже Рури начинает питать романтические чувства к Аруме.
Аои Айба (яп. 藍羽葵)
Сэйю: Саюри Яхаги
Сестра-близнец Рури. Она заключила себя в кристалл, чтобы спастись от монстра, который убил её родителей. Вероятно питает любовные чувства к Кагами. Пробуждается в 12 серии.
Макото Кагами (яп. 鏡誠)
Сэйю: Мию Ирино
Личный дворецкий Рури и защитник Аой. Он окончил Гарвардский университет в 18 лет и поступил в школу Арумы для его удобства. Стал президентом класса и членом клуба геологии. У него есть собственная армия по борьбе с монстрами.
Найто Кидзима
Сэйю: Нобухико Окамото
Один из семи священных воинов и главный соперник Арумы. Он злоупотребляет своей силой и в результате чего его состояние здоровья ухудшается, если ему не ввести вакцину. Он может изменять форму объектов и преобразовывать их в оружие. Держит зло на своего бывшего начальника Кэмми, признаёт Аруму сильнее себя. О нём заботится Фэй.
Фэй
Сэйю: Иори Номидзу
Она когда то бежала с Кидзимой от Кэмми. Использует свою кровь как вакцину, после того, как Кидзима злоупотреблял своей силой. У неё есть брат по имени Дзеро, который потерял контроль над собой. Она и Кидзима спасли его. В 11 серии она меняет свой цвет глаз на красный.
Доктор Кэмми
Сэйю: Кацуюки Кониси
Главный антагонист сериала. Он — учёный из частной организации. Исследует возможности священной семёрки. Раньше экспериментировал на Найто и был его начальником. Он создал искусственный кристалл, который может давать сверх-человеческие способности, но ограниченно. Позже выясняется, что он проводил множество незаконных опытов над людьми. И вызвал намеренно давний инцидент Арумы. С силой Дзэро он смог стать сильнее. Его броня называется Циклоп.
Аракунэ (SP)
Сэйю: Аи Такабэ
Личный секретарь Кэмми, обладает искусственным кристаллом. С виду кажется ленивым и вялым, но на деле опытный боец.

## Список серий аниме
| #  | Название                                                           | Дата выхода       |
| -- | ------------------------------------------------------------------ | ----------------- |
| 01 | Awakening of the Stone «Ishi no Mezame» (イシの目覚め)             | Июль 3, 2011      |
| 02 | Ruri's Sky-Blue Bond «Ruri-iro no Kizuna» (ルリ色の絆)             | Июль 10, 2011     |
| 03 | Crazy Night «Kureijī Naito» (クレイジーナイト)                     | Июль 17, 2011     |
| 04 | Oni at the School Festival «Gakuen-sai no Oni» (学園祭のオニ)      | Июль 24, 2011     |
| 05 | The Mirror in Kagami's Heart «Kokoro no Kagami» (心のカガミ)       | Июль 31, 2011     |
| 06 | One More Night, One More Naito «Wan Moa Naito» (ワンモアナイト)    | Август 7, 2011    |
| 07 | A Dark Side of the Truth «Shinjitsu no Yoshiashi» (真実のヨシアシ) | August 14, 2011   |
| 08 | With All My Heart «Magokoro o Komete» (マゴコロを込めて)           | Август 21, 2011   |
| 09 | The Soul of a Rolling Stone «Tenseki Suruishi» (転石するイシ)      | Август 29, 2011   |
| 10 | Memory of Aoi «Aoi Kioku» (アオイ記憶)                             | Сентябрь 3, 2011  |
| 11 | Kenmi's Sharpened Blade «Toga Reta Yaiba» (研がれたヤイバ)         | Сентябрь 10, 2011 |
| 12 | Sacred Seven «Seikuriddo Sebun» (セイクリッドセブン)               | Сентябрь 17, 2011 |

## Саундтреки
Альбом под названием Hand Made Soulmate (яп. はんどめいど☆そうるめいと) был выпущен 10 июля 2011 года. Сюда также входят 8 синглов, исполненных группой Aiba Maid Group S7 (яп. 藍羽メイド隊Ｓ７).. Сюда также входят опенинги и эндинги сериала, а также всё звуковое тематическое оформление, которое встречалось в течение всего сериала.
Слова и музыка всех песен — Тосихико Сахаси.
| №   | Название                                                  | Длительность |
| --- | --------------------------------------------------------- | ------------ |
| 1.  | «Yokan (予感)»                                            | 1:37         |
| 2.  | «Stone Cold»                                              | 1:32         |
| 3.  | «Ichinichi no Hajimari (一日のはじまり)»                  | 1:41         |
| 4.  | «Aiba Gakuen (藍羽学園)»                                  | 1:36         |
| 5.  | «Kawara Nite (川原にて)»                                  | 1:40         |
| 6.  | «Sanpomichi (散歩道)»                                     | 1:34         |
| 7.  | «Matteru Kara! (待ってるから!)»                           | 1:37         |
| 8.  | «Kousekibu e Youkoso! (鉱石部へようこそ!)»                | 1:35         |
| 9.  | «Eyecatch 1 (アイキャッチ 1)»                             | 0:17         |
| 10. | «Shimai (姉妹)»                                           | 1:49         |
| 11. | «Anyaku (暗躍)»                                           | 1:43         |
| 12. | «Kijima Naito (輝島ナイト)»                               | 1:42         |
| 13. | «Tsuioku (追憶)»                                          | 1:54         |
| 14. | «Aoi no Baka!! (アオイのバカ!!)»                          | 2:40         |
| 15. | «Onigawara (鬼瓦)»                                        | 1:13         |
| 16. | «Kamakura Shouryokou (鎌倉小旅行)»                        | 1:39         |
| 17. | «Koi (恋)»                                                | 4:22         |
| 18. | «Awakening»                                               | 1:52         |
| 19. | «Kyoufu (恐怖)»                                           | 1:46         |
| 20. | «Akui (悪意)»                                             | 1:42         |
| 21. | «Kinpaku (緊迫)»                                          | 1:53         |
| 22. | «Operation! (オペレーション!)»                            | 1:35         |
| 23. | «Aku Ishi Shutsugen (悪石出現)»                           | 2:11         |
| 24. | «Engagement Suit Ikusa (エンゲージメントスーツ戦)»        | 2:08         |
| 25. | «Eyecatch 2 (アイキャッチ 2)»                             | 0:19         |
| 26. | «Inbou (陰謀)»                                            | 1:54         |
| 27. | «Aku Ishi to no Tatakai (悪石との戦い)»                   | 2:12         |
| 28. | «Kiki (危機)»                                             | 2:25         |
| 29. | «Ketsui (決意)»                                           | 1:43         |
| 30. | «Sacred Aruma (セイクリッド・アルマ)»                     | 2:15         |
| 31. | «Sacred Liberation (セイクリッド・リベレーション)»        | 2:12         |
| 32. | «Kiseki (輝跡-kiseki-)»                                   | 1:34         |
| 33. | «Hisou: Sonzai Suru to Iu Koto (悲壮~存在するということ)» | 1:46         |
| 34. | «Semari Kuru Kyoufu (迫りくる恐怖)»                       | 1:39         |
| 35. | «Saishuu Kessen (最終決戦)»                               | 2:20         |
| 36. | «Tsunagaru made (つながるまで)»                           | 4:39         |
| 37. | «Tsunagaru Ishi (ツナガルイシ)»                           | 1:31         |
| 38. | «Kore Kara (これから)»                                    | 1:38         |